# جيمس هال (موسيقي)
جيمس هال (بالإنجليزية: James Hall)‏ هو موسيقي وكاتب أغاني أمريكي، ولد في 1 أكتوبر 1971 في بروكلين في الولايات المتحدة.

## روابط خارجية
- جيمس هال على موقع ميوزك برينز (الإنجليزية)
- جيمس هال على موقع أول ميوزيك (الإنجليزية)